# 사르카스토돈
사르카스토돈(Sarkastodon)은 신생대 에오세 후기 지금의 몽골 지역에서 서식했던 대형 육식 포유류이다. 속명의 뜻은 '살점을 찢는 이빨'을 의미한다. 무게는 800 kg (1,800 lb), 몸길이는 3m(10피트)인 것으로 추정된다.

## 발견

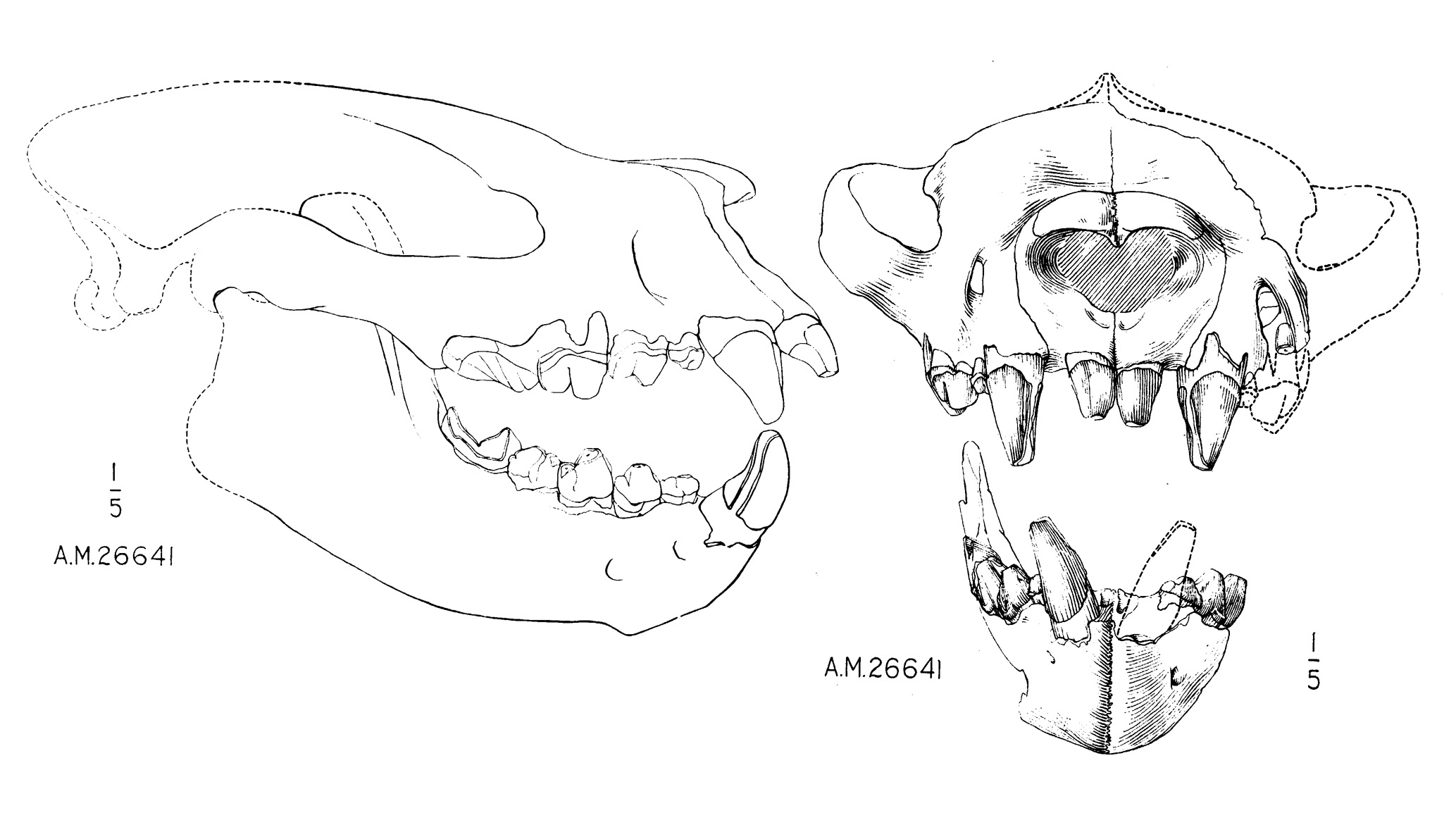
사르카스토돈의 두개골과 턱뼈

사르카스토돈의 화석 표본은 1930년 고비 사막 탐험 중 월터 W.그랜저에 의해 발견되었다.
현재까지 두개골과 턱뼈 화석만이 발견되었는데, 발견된 턱뼈 화석을 통해 사르카스토돈은 뼈를 부수는 데 특화된 모양의 치열을 가진 동물이었을 것이라고 추정된다.